# RIPPLY1
RIPPLY1 (англ. Ripply transcriptional repressor 1) – білок, який кодується однойменним геном, розташованим у людей на довгому плечі X-хромосоми. Довжина поліпептидного ланцюга білка становить 151 амінокислот, а молекулярна маса — 16 379.
| 10         |  | 20         |  | 30         |  | 40         |  | 50         |
| ---------- |  | ---------- |  | ---------- |  | ---------- |  | ---------- |
| MDSAACAAAA |  | TPVPALALAL |  | APDLAQAPLA |  | LPGLLSPSCL |  | LSSGQEVNGS |
| ERGTCLWRPW |  | LSSTNDSPRQ |  | MRKLVDLAAG |  | GATAAEVTKA |  | ESKFHHPVRL |
| FWPKSRSFDY |  | LYSAGEILLQ |  | NFPVQATINL |  | YEDSDSEEEE |  | EDEEQEDEEE |
| K          |  |            |  |            |  |            |  |            |

A: Аланін

C: Цистеїн

D: Аспарагінова кислота

E: Глутамінова кислота

F: Фенілаланін

G: Гліцин

H: Гістидин

I: Ізолейцин

K: Лізин

L: Лейцин

M: Метіонін

N: Аспарагін

P: Пролін

Q: Глутамін

R: Аргінін

S: Серин

T: Треонін

V: Валін

W: Триптофан

Кодований геном білок за функціями належить до репресорів, білків розвитку. 
Задіяний у таких біологічних процесах, як транскрипція, регуляція транскрипції, альтернативний сплайсинг. 
Локалізований у ядрі.